# Haliplus wattsi
Haliplus wattsi is een keversoort uit de familie watertreders (Haliplidae). De wetenschappelijke naam van de soort is voor het eerst geldig gepubliceerd in 1995 door Vondel.